# آردام
{{Infobox settlement
|settlement_type=Hamlet
|name=Aardam
|subdivision_type=کشور
|subdivision_name=هلند
|subdivision_type1=استان
|subdivision_name1=هلند جنوبی
|subdivision_type2=Municipality
|subdivision_name2=Nieuwkoop
|area_km2=
|population=
|population_as_of=
|density=
|website=
|image_shield=
| مختصات = ۵۲°۹′۵۷″ شمالی ۴°۴۲′۰″ شرقی / ۵۲٫۱۶۵۸۳°شمالی ۴٫۷۰۰۰۰°شرقی
آردام (به لاتین: Aardam) در هلند است که در Nieuwkoop واقع شده‌است.